# Sistema Ferroviario Occidental (Venezuela)
Parte del Sistema Ferroviario Nacional, une a los estados: Zulia, Portuguesa, Trujillo, Lara y tendrá Conexiones con la República de Colombia.
Cuenta con 4 tramos, ninguno en operación, ni construidos aún.

## Tramo: Maracaibo - Ciudad Ojeda - Sabana de Mendoza
- Longitud: 233 km

El tramo Maracaibo – Ciudad Ojeda – Sabana de Mendoza, que unirá al estado Zulia con el estado Trujillo tiene una longitud de 233 kilómetros y atravesará el segundo puente sobre el Lago de Maracaibo.
Esta línea va a tener nueve estaciones. La estación terminal de Maracaibo, interconectada con el Metro de Maracaibo; la estación de El Tablazo; la de Santa Rita; Cabimas; Ciudad Ojeda; Lagunillas; Bachaquero; Mene Grande y la estación terminal Sabana de Mendoza.
En noviembre del año 2006 se hizo la colocación del riel fundacional y el inicio del puente - túnel de 10 kilómetros que atraviesa la boca del Lago de Maracaibo y el cual tiene más de dos kilómetros sumergido para mantener el canal de navegación de dicho lago y además, será mixto ya que podrán circular autos y trenes.
Las obras civiles estimadas en este proyecto ferroviario perteneciente al Eje Occidental son más de 212 kilómetros de terraplén, 140 puentes de lo cual sumen 10 kilómetros, un túnel de 2,2 kilómetros y 8,9 kilómetros de viaductos.

## Tramo: Sabana de Mendoza -Carora-Barquisimeto
- Longitud: 225 km

Constituye una alternativa de ruta para la movilización de minerales en el área e incorpora al sistema ferroviario un puerto adicional en el Sur del Lago de Maracaibo (La Ceiba) que facilitará la salida de carga al exterior. Se fortalecerá la industria minera, particularmente la industria del carbón y de los fosfatos del estado Táchira, que servirá al desarrollo potencial agrícola de la región. Además este proyecto ayudará a una mayor integración comercial entre Venezuela y Colombia, sirviendo como fuente de salida para el carbón y los productos agrícolas de la zona norte de Santander en Colombia.

## Tramo: Encontrados - Machiques
- Longitud: 115 km

## Tramo: Machiques - Maracaibo - Puerto Las Américas
- Longitud: 190 km

Conectará la región zuliana con la región Sur del Lago y Colombia, permitiendo el transporte de carga, especialmente minera, del norte del Estado Táchira y del Norte de Santander (Colombia).
- Datos: Q6129612